# Cyclura pinguis
Cyclura pinguis је гмизавац из реда Squamata и фамилије Iguanidae.

## Угроженост
Ова врста је крајње угрожена и у великој опасности од изумирања.У највећој мери су угрожени јер су плен мачака и паса, нарочито младунци. Док их људи убијају јер пасу траву и на тај начин штете развоју сточарства. План опоравка врста први пут је развијен 2006. године, да би потом био допуњен 2010. године и поново ревидиран 2019. Планирана је и акција за њихово пребројавање у 2020. години.

## Распрострањење
Ареал врсте је ограничен на мањи број држава. 
Врста је присутна у Британским Девичанским Острвима. Раније је ова врста насељавала више карипских острва и нарочито Порто Рико али је доласком људи и домаћих животиња број значајно смањен. 

## Начин живота
Врста Cyclura pinguis прави гнезда. Женке полажу 12-16 јаја годишње, крајем пролећа или почетком лета. Исхрана укључује лишће, воће и у мањој мери бескичмењаке. Мужјаци су величине око 22 центиметра од врха њушке до аналног отвора док је реп дужи. Обично се паре у мају и јуну, а мужјаци привлаче пажњу женки померањем главе и брзим трчањем (понекад и уједањем). Женке копају гнездо крајем јуна или почетком јула.